# ニコラ・ズィンガレッリ

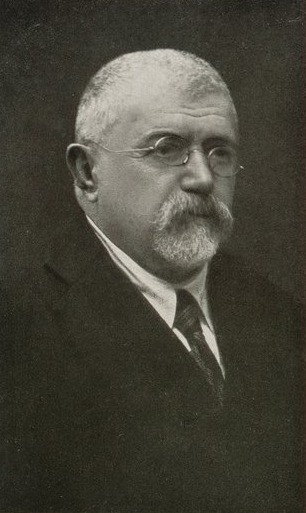
ニコラ・ズィンガレッリ

ニコラ・ズィンガレッリ（Nicola Zingarelli。イタリア語発音: [niˈkɔːla ddziŋɡaˈrɛlli]。1860年8月31日 - 1935年6月6日）はイタリアの文献学者である。ズィンガレッリ・イタリア語辞典の初代編纂者。
チェリニョーラ（プッリャ州）で生まれ、ミラノで亡くなった。